# Distrito de La Molina
El distrito de La Molina es uno de los cuarenta y tres distritos que conforman la provincia de Lima, ubicada en el departamento homónimo, en el Perú. Limita al norte con el distrito de Ate, al este con el distrito de Pachacámac, al sur con el distrito de Villa María del Triunfo, al suroeste con el distrito de San Juan de Miraflores, al oeste con el distrito de Santiago de Surco, y al noroeste nuevamente con el distrito de Ate.

## Historia
Ubicada al este de la ciudad de Lima, fue una comarca que durante la época prehispánica dependía de Pachacámac. Al llegar los españoles, el territorio se llenó de haciendas con sembríos de algodón, cultivo e industrialización de caña de azúcar, hortalizas y trapiches, convirtiéndose en una fuerte región agrícola. Con el tiempo, resultó ser un lugar ideal para casas de campo, dotado de un valle y clima especial.
En la época republicana, se concentró en el valle de La Molina, florecientes haciendas donde se practicaba la ganadería. Asimismo, a mediados del siglo XIX, comenzó a poblarse con urbanizaciones.
Posterior al virreinato, cuya capital fue la ciudad de Lima, esas tierras fueron entregadas a Daniel Fonseca. Años después, sus herederos cedieron las tierras hacia el gobierno de Lima. Desde entonces, los territorios pasaron por diferentes dueños.

### Nombre
Es probable, que el topónimo que da nombre al distrito, derive del apellido de la prominente familia, Malo de Molina. Que durante los siglos XVI al XIX, ostentaron numerosos cargos de importancia como la alcaldía de Lima y otros. Fueron propietarios de la extensa hacienda Monterrico (hoy Monterrico, Santiago de Surco), que sirvió de cuna al Marquesado de Monterrico, concedido por el rey Carlos II y que probablemente comprendía el actual distrito.
La denominación que reciben los habitantes de este distrito, es molinense o molinero. El uso de ambos gentilicios es indistinto.

### Creación del distrito
El distrito de La Molina fue creado mediante Decreto Ley N.º 13981, el 6 de febrero de 1962, segregándose del distrito de Ate. Posteriormente, se modifica el límite noroeste, el 19 de noviembre de 1984 con la Ley N.º 23995.
Actualmente, La Molina es un distrito que cuenta, en su mayor parte, con viviendas unifamiliares, una laguna artificial, además de amplias calles y avenidas con numerosas áreas verdes.

## Geografía y límites distritales

### Ubicación
El distrito de La Molina está ubicado en Lima Este. Cuenta con una superficie de 65.75 km² y su altitud media es de 241 m s.n.m. 

### Límites
Limita al norte, con el distrito de Ate, por medio del jirón Bucaramanga, y los cerros Puruchuco y Candela. Luego, colinda al noreste, con el distrito de Pachacámac, mediante una línea que cruza la cumbre del cerro Candela y la urbanización El Rincón de La Planicie. 
Posteriormente, limita al este, también con el distrito de Pachacámac, a través de la cantera Arenera La Molina, la cuadra 48 de la avenida La Molina (portachuelo de Manchay) y el cerro Tres Cumbres. 
Después, limita al sur, con el distrito de Villa María del Triunfo, mediante los cerros Colorado y Tolderías. Seguidamente, colinda al suroeste, con el distrito de San Juan de Miraflores, por medio del cerro San Francisco.
Después, limita al oeste, con el distrito de Santiago de Surco, a través de los cerros Centinela, La Molina, Gallinacera, las avenidas Circunvalación del Golf Los Incas y Javier Prado Este, los jirones La Floresta y Paseo de los Eucaliptos, y la calle Mar del Norte.

Y finalmente, limita al noroeste, nuevamente con el distrito de Ate, mediante la vía de Evitamiento, y las avenidas Separadora Industrial y Huarochirí.
| Noroeste: Distrito de Ate                                                    | Norte: Distrito de Ate                   | Nordeste: Distrito de Pachacámac |
| Oeste: Distrito de Santiago de Surco                                         |                                          | Este: Distrito de Pachacámac     |
| Suroeste: Distrito de Santiago de Surco / Distrito de San Juan de Miraflores | Sur: Distrito de Villa María del Triunfo | Sureste: Distrito de Pachacámac  |

## Conflictos limítrofes
Los límites de algunos distritos de la provincia de Lima, presentan deficiencias en su demarcación territorial, según el Instituto Metropolitano de Planificación (IMP).

### Conflicto con Pachacámac
La zona de El Rincón de La Planicie, perteneciente al distrito de Pachacámac, no podía ser atendida por su respectiva jurisdicción, debido a su aislamiento geográfico. Por lo tanto, La Molina tenía que brindar los servicios de vigilancia y limpieza a esta zona. A fin de mejorar dicha situación, en 2015, se acordó que Pachacámac ceda El Rincón de La Planicie a La Molina, y que La Molina ceda a Pachacámac, dos asociaciones de viviendas colindantes con este distrito: Los Sauces y II de Marzo, ubicadas dentro de la cuadra 48 de la avenida La Molina; sin embargo, dicho acuerdo aún no se pone en práctica. 
Por otro lado, en el límite distrital de La Molina y Pachacámac, existe una cantera desatendida por ambos distritos, conocida como Arenera La Molina. La cual, se ha convertido en un enorme botadero ilegal, cuya contaminación afecta a los vecinos de las urbanizaciones de La Planicie, Musa y Sol de La Molina. Geográficamente, esta cantera pertenece a ambos distritos; no obstante, es Pachacámac el que posee la mayor parte del terreno, por lo que, la cantera tributa a este municipio. Es por ello, que el dueño de la cantera con el apoyo de la Municipalidad de Pachacámac destinó el terreno para la edificación de viviendas de interés social; sin embargo, la Municipalidad de La Molina se opone a ello, ya que no cumple con la normativa de zonificación de su distrito, lo que provocaría una mayor congestión vehicular.

### Conflicto con Cieneguilla
Las zonas de El Oasis de La Planicie y Las Lomas de La Planicie, pertenecientes al distrito de Cieneguilla, tampoco podían ser atendidas por su misma jurisdicción; por lo tanto, La Molina también brinda sus servicios de limpieza y seguridad a estas zonas. 
Los municipios de La Molina, Pachacámac y Cieneguilla denominan a esta problemática como «conflicto del punto trifinio», por la forma triangular en el que se cruzan estos tres distritos. Asimismo, esta forma conlleva a que Pachacámac limite con el distrito de Ate.

## Hitos y estructura urbana
La Molina es un distrito residencial, en gran parte de nivel socioeconómico alto, donde se destacan zonas exclusivas, como: La Planicie, Sol de La Molina, Club Campestre Las Lagunas, Rinconada del Lago, Rinconada Alta, La Molina Vieja, Camacho, etc. Mientras que, en el nivel socioeconómico medio alto y medio, resaltan zonas, como: Santa Felicia, Santa Patricia, Covima, Musa, Las Viñas, Las Praderas, Portada del Sol, La Capilla, etc. La Molina se identifica por ser unos de los distritos donde no existe la pobreza.
El distrito de La Molina tiene siete sectores claramente identificados:
- Sector 1: está conformado por la zona oeste y parte de la zona noroeste del distrito. En este sector se ubican en su mayoría exclusivas casas familiares. Está constituido por las urbanizaciones de Camacho (visitada frecuentemente por los residentes del distrito por su zona comercial), Santa Sofía Magdalena, La Fontana, Residencial Monterrico, Los Cactus y el asentamiento humano Matazango. Está cruzado por las avenidas Las Palmeras, Javier Prado Este, Los Frutales, Separadora Industrial y La Molina. Además, está conformado por familias de nivel socioeconómico alto, a excepción de Matazango que se encuentra en el medio alto, según su ingreso per cápita del hogar, hecho por el INEI.[12] Este sector limita con el distrito de Santiago de Surco, por medio de las avenidas Circunvalación Golf Los Incas y Javier Prado Este, los jirones La Floresta y Paseo de los Eucaliptos, y la calle Mar del Norte. Y con el distrito de Ate, mediante la vía de Evitamiento y la avenida Separadora Industrial.
- Sector 2: se encuentra ubicado en el noroeste y parte del norte del distrito. Está conformado por el cuadrante entre las avenidas La Molina - La Universidad, Separadora Industrial y Huarochirí - Melgarejo. Este sector, según su ingreso per capital por hogar, está situado en la categoría de nivel socioeconómico alto;[12] sin embargo, las casas son más pequeñas, asemejándose a las viviendas de personas de clase media o media alta, siendo en su mayoría departamentos. Está conformado por las urbanizaciones de Santa Felicia, Santa Patricia, Santa Raquel y Covima. Se encuentran centros de estudios superiores como la Universidad San Ignacio de Loyola y su propio instituto. Además, cuenta con colegios particulares de renombre: Jean le Boulch, Antonio Raimondi, Nuestra Señora de Guía, Virgen del Rosario de Yungay, Bruning, entre otros. Si bien es una zona residencial, desarrolla también el comercio en avenidas como Los Constructores, Huarochirí - Melgarejo, Javier Prado Este y Flora Tristán, sobre todo en el rubro de restaurantes. Es arquitectónicamente diversa, y tiene como principales atractivos al templo mormón de Lima, la Huaca Melgarejo y la sede principal del Banco de Crédito del Perú, que está construido sobre un cerro reforestado. Este sector limita con el distrito de Ate, mediante las avenidas Separadora Industrial y Huarochirí, el jirón Bucaramanga y el cerro Puruchuco.
- Sector 3: se encuentra ubicado cerca al medio del distrito, rumbo al oeste. Está situado en gran parte de la Universidad Nacional Agraria La Molina. Es debido a esta universidad, que el sector posee grandes áreas verdes, y por la cual, a La Molina se le considera un distrito ecológico. Asimismo, se encuentra el asentamiento humano Las Hormigas, la asociación Estación Experimental y el colegio Sagrado Corazón De Jesús.
- Sector 4: está ubicado, geográficamente, en el medio del distrito. Está conformado por urbanizaciones exclusivas y de acceso restringido como: La Planicie, Rinconada Alta, Rinconada Baja, Rinconada del Lago y el Club Campestre Las Lagunas. Estas urbanizaciones son habitadas por familias de clase alta, con un ingreso superior a los 2400 soles; sin embargo, su densidad poblacional es bajísima. Está cruzado por las avenidas La Molina, Manuel Prado Ugarteche, 7 - Ricardo Elías Aparicio, Alameda José León Barandiarán, Las Dunas - Del Parque, Laguna Grande y Rinconada del Lago. En este sector, se ubica el centro comercial Parque La Molina. Dentro de la urbanización Club Campestre Las Lagunas, se encuentran dos lagunas artificiales, Laguna Chica y Laguna Grande. No es posible visitar la primera, porque está rodeada de casas y por el Colegio Newton; no obstante, la segunda laguna sí, la cual tiene una isla donde se encuentra el Club Las Lagunas. Por otro lado, zonas como La Planicie, Rinconada del Lago, entre otras, son urbanizaciones de acceso restringido, únicamente para los vecinos de esas zonas. Este sector limita al norte, con el distrito de Ate, por medio del cerro Candela. Al noreste, con el distrito de Pachacámac, a través de la zona de El Rincón de La Planicie. Y al sur, también con el distrito de Pachacámac, mediante el cerro Tres Cumbres.
- Sector 5: está ubicado rumbo al este del distrito. Este sector posee viviendas grandes habitadas por personas de clase alta; sin embargo, poseen una densidad poblacional baja. Lo que diferencia, a este sector del sector 4, es que las urbanizaciones si poseen acceso libre. Aquí se encuentran las urbanizaciones de Sol de La Molina y Los Huertos de La Molina. La primera urbanización está habitada por familias de nivel socioeconómico alto,[11] donde además posee muchos terrenos todavía en venta. Aquí se encuentran varias instituciones educativas exclusivas como: La Molina Christian Schools y Lord Byron School. Además, se encuentra la Universidad de Ciencias y Artes de América Latina. Por otro lado, se encuentra una sede de la Corte Superior de Justicia de Lima Este. Mientras que, la urbanización Los Huertos de La Molina, está ubicada en los cerros y está conformado por familias de nivel socioeconómico medio alto.[12] Este sector limita al sur, con el distrito de Pachacámac, igualmente por medio del cerro Tres Cumbres.
- Sector 6: está ubicado en el extremo este del distrito. Este sector está mayormente situado por la urbanización Musa, una zona de carácter popular, que según su ingreso per capital del hogar, en la actualidad está conformado por familias de nivel socioeconómico medio alto y medio.[12] Fue formada por la asociación de los trabajadores de la Universidad Nacional Agraria La Molina, SIPA, la Municipalidad de La Molina y Arenera La Molina. Está ubicada, específicamente, en las cuadras 46 y 47 de la avenida La Molina o también llamado carretera a Cieneguilla kilómetro 10.5, ambas cuadras cruzan con el jirón Madreselva, cuya calle es perteneciente a la urbanización de Musa, dividiéndose en cinco etapas. Además, es aquí dónde se da fin al distrito junto al Depósito Municipal. Asimismo, a esta urbanización le acompañan zonas como Piedra Viva, Los Arbolitos, Los Jazmines (antes llamado "Espalda Minicomplejo") y Las Flores de La Molina. En los últimos años, se le agregó también el asentamiento humano San Juan Bautista, está última zona si es producto de invasión y/o tráfico de terrenos. Entre sus hitos urbanos se encuentra el Colegio San José Marello, el Complejo Deportivo Municipal "César Vidaurre Reina Farje", el local Farmadiris La Molina, el Mercado Cooperativo Musa, la Depincri La Molina - Cieneguilla y el Estadio Municipal de La Molina. Este sector limita enteramente con el distrito de Pachacámac, mediante la cantera Arenera La Molina. Igualmente, limita con este distrito, por medio de la cuadra 48 de la avenida La Molina, como también, con el cerro Tres Cumbres.
- Sector 7: está ubicado en el sur y en el suroeste del distrito. En este sector albergan casas exclusivas ubicadas en las urbanizaciones de La Molina Vieja, La Alameda de la Molina Vieja, El Remanso, Los Sirius y El Corregidor. Como también, casas pequeñas y edificios de viviendas de pocos pisos, pertenecientes a la categoría de nivel socioeconómico alto,[12] situadas en las urbanizaciones de Isla del Sol, Las Viñas de La Molina, Portada del Sol, La Capilla, El Valle de La Molina y Las Lomas de La Molina Vieja. En este sector se encuentra la facultad de Derecho y Medicina de la Universidad San Martín de Porres. Además, se ubican muchas zonas de carácter popular, como la urbanización Viña Alta, los asentamientos humanos Los Pinos y Cerro Alto, las asociaciones de vivienda Hijos de Constructores, San Francisco y Roardi, y la cooperativa de vivienda Los Constructores. Asimismo, se encuentran los centros comerciales de Plaza Center La Molina (anteriormente llamado Molina Plaza) y Cencosud Shopping Center La Molina, ubicados en la avenida Raúl Ferrero. Todo este sector limita con el distrito de Villa María del Triunfo, a través de los cerros Colorado y Tolderías. Además, colinda con el distrito de San Juan de Miraflores, por medio del cerro San Francisco, y con el distrito de Santiago de Surco, mediante los cerros Centinela, La Molina, Gallinacera.

Como dato importante, al igual que en los distritos de Santiago de Surco y San Borja, gran parte de las viviendas de estos asentamientos humanos son viviendas autoconstruidas en continua expansión. Se estima, que La Molina posee un total de doce asentamientos humanos o zonas de carácter popular, y que la mitad de esta población no pueden ser considerados como vulnerables; puesto que, gran parte de ellos, según su ingreso per capital del hogar, pertenecen a un nivel socioeconómico medio y medio bajo. Los únicos ejemplos de zonas vulnerables en el distrito, serían el asentamiento humano San Juan Bautista, ubicado en el cerro de la urbanización Musa, y parte de la asociación de vivienda Hijos de Constructores. Donde se encuentran casas hechas de madera triplay, y cuya ocupación sí fue producto de invasión y/o tráfico de terrenos.
La Molina es un distrito con terrenos amplios, por lo que, varios exclusivos clubes sociales peruanos tienen una sede en este distrito, entre ellos:
- La Rinconada Country Club
- El Country Club La Planicie

Es el distrito de Lima con mayor densidad de áreas verdes, alcanzando hasta 20 m² (metros cuadrados) para cada habitante. En el sur del distrito, en las laderas de los cerros San Pedro, Media Luna y San Francisco, se encuentra el Parque Ecológico de La Molina. El cual alberga 208.6 hectáreas, y fue establecido el 12 de mayo de 2004. Este parque se ha arborizado con ciertas especies de árboles y plantas, para lo cual, se han hecho campañas de siembra cada cierto tiempo. Este será el parque ecológico más grande de Lima. Asimismo, tiene más de 13 000 plantas entre árboles y arbustos.
También, alberga importantes cementerios privados como: el Cementerio de La Planicie y el Parque Cementerio Jardines de la Paz.

## Demografía
Según el censo de 2017, la población del distrito de La Molina tenía 140 679 habitantes en ese año, con una densidad de 2139 personas por kilómetro cuadrado. En 2023, el distrito obtuvo 168 839 habitantes. Según el nivel de ingreso per cápita, el 87 % de su población es de estrato socioeconómico alto, con ganancias superiores a los 2400 soles mensuales; mientras que, el restante 13 % pertenece a los estratos medio alto, medio y medio bajo. El distrito tiene un índice de desarrollo humano muy alto, con un valor de 0.8452, y ocupa el primer lugar entre todos los distritos del Perú.
El predominio de la población pudiente en el distrito y un conflicto limítrofe con el distrito de Ate por un carril en el jirón Bucaramanga, motivaron la caricaturización de la población molinense en la cultura popular peruana. Tal es el caso del programa televiso humorístico, El especial del humor, donde se incluye un sketch llamado Las viejas de La Molina. En dicha secuencia, se presenta una imagen estereotípica y prejuiciosa de los vecinos de La Molina, como personas discriminadoras.

## Educación
Destacan en el distrito: La Universidad Nacional Agraria La Molina, centro de estudios que data de 1902, cuando era conocida como la Escuela Nacional de Agricultura, creada con el apoyo de Bélgica y que en 1960 asume la categoría de universidad. Se ubican otras universidades como la Universidad San Ignacio de Loyola (USIL), ubicada en Santa Patricia, la Universidad de Ciencias y Artes de América Latina (UCAL), ubicada en Sol de La Molina, y la Universidad Femenina del Sagrado Corazón (UNIFE), ubicada en Camacho. Finalmente, se ubica la facultad de Ingeniería y Arquitectura de la Universidad San Martín de Porres, ubicada en Santa Patricia, además de las facultades de Medicina Humana y Derecho, ambas ubicadas en Las Viñas.

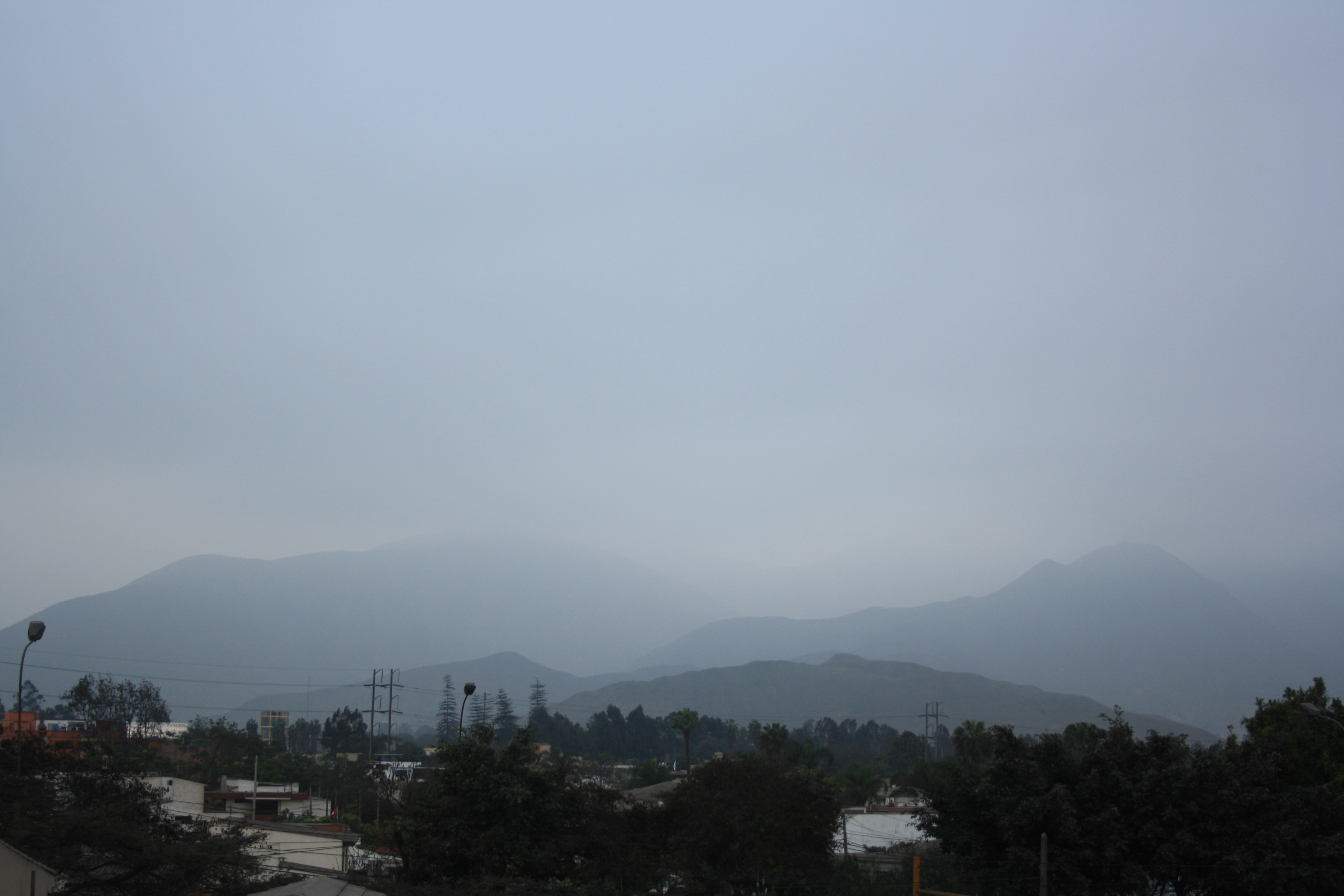
La famosa neblina limeña entre las cerros del distrito de La Molina.

Asimismo, el distrito alberga importantes colegios privados, como: Colegio Sagrados Corazones Recoleta (Camacho), Newton College (Las Lagunas), La Molina Christian Schools (Sol de La Molina), Colegio Villa María - La Planicie (La Planicie), Colegio Italiano Antonio Raimondi (La Fontana), Lord Byron School (Sol de La Molina), Domingo Faustino Sarmiento (Camacho), Colegio Franklin Delano Roosevelt (Camacho), Waldorf - Lima (Camacho), Colegio Peruano Norteamericano Abraham Lincoln (Camacho), Colegio Brüning (Santa Patricia), Colegio Villa Caritas y San Pedro (Rinconada del Lago), Colegio Peruano-Alemán Reina del Mundo (Rinconada del Lago), Colegio Altair (La Molina Vieja), Jean Le Boulch (Santa Patricia), Colegio Reina de los Ángeles (Rinconada Alta), I.E. Experimental N.º 1278 - La Molina (fundada en 1965, inicialmente dentro de la UNALM, y posteriormente, se trasladó a Santa Patricia), el Colegio Aurelio Miró Quesada Sosa N.º 1140 (Molicentro), fundado en 1961, considerado alma mater de La Molina por sus alumnos egresados y su gran población escolar actual. Además, se ubica el Colegio Félix Tello Rojas (Santa Patricia) y el Colegio San José Marello N.º 1220 (Musa).

## Transporte
El transporte en el distrito es complicado por varias razones. Una de ellas, es el tráfico existente en las avenidas más importantes. Esto se debe a la enorme cantidad de vehículos, que poseen los residentes de las zonas más exclusivas del distrito. Esto genera un caos circulatorio en las mañanas de 7:00 a. m. a 9:00 a. m.; mientras que, en las noches se genera de 7:00 p. m. a 9:00 p. m.
Otro problema en el distrito es el transporte público, ya que en los sectores más difíciles de acceder como La Planicie o La Laguna, este servicio es casi inexistente. Es por ello, que existe una gran cantidad de taxis colectivos y particulares en estas zonas. 
Por otro lado, en rutas que pasan por la avenida La Molina, el transporte público suele ser masivo; debido a que, muchos buses o cousters se dirigen hacia Manchay, distrito de Pachacámac, o al distrito de Cieneguilla. Asimismo, para esta ruta opera el servicio 204 del Corredor Rojo, que recorre los últimos tramos de la avenida La Molina. A partir del cruce de las avenidas La Molina y Rinconada del Lago, rumbo al este, el tránsito suele ser más fluido, ya que pasa por zonas residenciales. Esta fluidez acaba hasta llegar al Depósito Municipal o la cantera Arenera La Molina, límite con el distrito de Pachacámac.
En zonas más céntricas como Santa Felicia y Santa Patricia, las cuales cruzan con avenidas principales como Javier Prado Este y Los Constructores, tampoco suele ser tan sencillo el transporte. En esta última, opera el servicio 209 del Corredor Rojo; mientras que, el servicio 201 opera por la avenida Javier Prado Este. Una de las razones por la cual se complica el transporte en horas de la mañana y noche, es por la inmensa cantidad de pasajeros provenientes del distrito de Ate. El tráfico en la avenida Javier Prado Este suele ser frecuente, al igual que la inmensa congestión vehicular en Santa Patricia, que se debe mayormente a los partidos del Club Universitario de Deportes en el Estadio Monumental, ubicado en el distrito de Ate.
Por otra parte, se encuentra la ruta hacia el sur del distrito, donde opera el servicio 206 del Corredor Rojo. Esta línea recorre las avenidas Alameda del Corregidor, De Los Cóndores y Los Fresnos.
Finalmente y no obstante, el distrito posee pocas salidas hacia Lima Centro, una por la avenida Raúl Ferrero subiendo por el cerro Centinela, y otra por la avenida Javier Prado Este. Desde hace varios años, está lista para su ejecución, e incluso se encuentra dentro del Plan de Desarrollo Metropolitano, la construcción de la ampliación de la avenida De Los Cóndores conexión con Los Álamos - avenida Angamos.[cita requerida]

### Línea 4 del Metro de Lima
Con la futura línea 4 del Metro de Lima, se tiene prevista las estaciones Los Frutales, La Molina y Santa Patricia. Las cuales se ubicarán en plena avenida Javier Prado Este. Con la línea 4, se tendrá la unión del distrito con el Aeropuerto Internacional Jorge Chávez.

### Corredores complementarios
Como ya se mencionó antes, en cuanto al servicio de buses urbanos brindado por los corredores complementarios, circulan por el distrito los servicios 201, 204, 206 y 209 del Corredor Rojo. Las líneas 201 y 204 recorren toda la avenida Javier Prado del distrito. Siendo el cruce con la avenida Huarochirí, el último punto de la avenida Javier Prado Este perteneciente al distrito de La Molina. Al llegar aquí, el servicio 201 sigue el trayecto de esta avenida en el distrito de Ate. Mientras que, el servicio 204 recorre los trayectos de las avenidas Melgarejo, La Molina y Cieneguilla, rumbo a los distritos de Pachacámac y Cieneguilla. Por otro lado, las líneas 206 y 209, al llegar al cruce de las avenidas Javier Prado Este y La Molina, toman diferentes rutas. El servicio 206 voltea y recorre toda la avenida Alameda del Corregidor. Mientras que, el servicio 209 voltea y recorre toda la avenida Los Constructores.

## División Administrativa
El cuadro muestra el centro poblado que pertenece al distrito de La Molina.
| Centro Poblado | Tipo de Centro Poblado |
| -------------- | ---------------------- |
| La Molina      | Urbano                 |

## Autoridades

### Municipales
| Cargo    | Autoridad electa                    | Partido político | Partido político         |
| -------- | ----------------------------------- | ---------------- | ------------------------ |
| Alcalde  | Esteban Diego Uceda Guerra-García   |                  | Renovación Popular       |
| Regidora | Milagritos Esther Quintana Mogollón |                  | Renovación Popular       |
| Regidor  | Óscar Fernández Cáceres             |                  | Renovación Popular       |
| Regidor  | Percy Palomino Marín                |                  | Renovación Popular       |
| Regidora | Marina Vallarino Lozada             |                  | Renovación Popular       |
| Regidor  | Ralph Sánchez Yaringaño             |                  | Renovación Popular       |
| Regidora | Dolly Vásquez Angulo                |                  | Renovación Popular       |
| Regidor  | Francis Sacha Rodríguez             |                  | Renovación Popular       |
| Regidora | Francisca Navarro Huamani           |                  | Avanza País              |
| Regidor  | Álvaro Puga Sánchez                 |                  | Avanza País              |
| Regidor  | Carlos Talavera Álvarez             |                  | Podemos Perú             |
| Regidora | María Espinoza Aquino               |                  | Alianza para el Progreso |

### Comisarías de La Molina
- Comisaría PNP Santa Felicia
- Comisaría PNP La Molina
- Comisaría PNP Las Praderas
- Comisaría PNP Monterrico: ubicada en el distrito de Santiago de Surco.

Jefatura Distrital de Policía La Molina: Coronel PNP Ronald Bayona Pozo.

### Religiosas
La Molina es un distrito que respeta la "Libertad Religiosa", como señala la Constitución Política y la Ley N.º 29635.

### Iglesias Católicas
- Parroquia "Nuestra Señora de la Reconciliación"[20]
  - Párroco: Pbro. Juan Carlos Rivva Lamas.
  - Vicario: Pbro. Juan Pablo.
- Parroquia "San Pablo De La Cruz"
  - Párroco: Pbro. Luis Alberto Heriberto Mora.
- Parroquia Santuario "Divino Niño"
  - Párroco: Pbro. César Martin Valdivia Romero.
- Parroquia "La Resurrección"
  - Párroco: Pbro. Francisco Javier Salazar Orive.
  - Vicario: Pbro. José Manuel Sandoval Flores.
- Parroquia "Inmaculado Corazón"
  - Párroco: Pbro. José Martin Herrera Maldonado.
- Parroquia "Santa María de Guadalupe"
  - Párroco: Pbro.Fernando Rodríguez Muñoz M.S.C.
- Parroquia "Santa Cruz"
  - Párroco: Pbro. Sanghyun Cho (Pedro)
  - Vicario: Pbro.Taehun Kim (Mario)
- Parroquia "Cristo Reconciliador"
  - Párroco: Pbro. Ronny Jhonatan Vicente Sierra

### Iglesias Protestantes
- Iglesia Alianza Cristiana y Misionera - Monterrico[21]
  - Pastor Titular: Ps. Javier Cortázar.
- Iglesia Bíblica Cristiana - La Molina[22]
  - Ps Titular: Ps. Miguel Vásquez.
- Iglesia Bíblica Cristiana - El Corregidor
  - Encargado de Obra: Esteban Querfeld.
- Iglesia Cristiana Pentecostés del Movimiento Misionero Mundial
- Iglesia Bíblica Bautista La Molina
  - Pst. Raúl Sinti Jabo Ms Max Harmon.[23]

## Clima
| Parámetros climáticos promedio de Estación Von Humbolt, La Molina (2013) | Parámetros climáticos promedio de Estación Von Humbolt, La Molina (2013) | Parámetros climáticos promedio de Estación Von Humbolt, La Molina (2013) | Parámetros climáticos promedio de Estación Von Humbolt, La Molina (2013) | Parámetros climáticos promedio de Estación Von Humbolt, La Molina (2013) | Parámetros climáticos promedio de Estación Von Humbolt, La Molina (2013) | Parámetros climáticos promedio de Estación Von Humbolt, La Molina (2013) | Parámetros climáticos promedio de Estación Von Humbolt, La Molina (2013) | Parámetros climáticos promedio de Estación Von Humbolt, La Molina (2013) | Parámetros climáticos promedio de Estación Von Humbolt, La Molina (2013) | Parámetros climáticos promedio de Estación Von Humbolt, La Molina (2013) | Parámetros climáticos promedio de Estación Von Humbolt, La Molina (2013) | Parámetros climáticos promedio de Estación Von Humbolt, La Molina (2013) | Parámetros climáticos promedio de Estación Von Humbolt, La Molina (2013) |
| Mes                                                                      | Ene.                                                                     | Feb.                                                                     | Mar.                                                                     | Abr.                                                                     | May.                                                                     | Jun.                                                                     | Jul.                                                                     | Ago.                                                                     | Sep.                                                                     | Oct.                                                                     | Nov.                                                                     | Dic.                                                                     | Anual                                                                    |
| ------------------------------------------------------------------------ | ------------------------------------------------------------------------ | ------------------------------------------------------------------------ | ------------------------------------------------------------------------ | ------------------------------------------------------------------------ | ------------------------------------------------------------------------ | ------------------------------------------------------------------------ | ------------------------------------------------------------------------ | ------------------------------------------------------------------------ | ------------------------------------------------------------------------ | ------------------------------------------------------------------------ | ------------------------------------------------------------------------ | ------------------------------------------------------------------------ | ------------------------------------------------------------------------ |
| Temp. máx. abs. (°C)                                                     | 29.6                                                                     | 31.7                                                                     | 31.5                                                                     | 31.7                                                                     | 27.6                                                                     | 23.5                                                                     | 23.4                                                                     | 20.8                                                                     | 23.6                                                                     | 24.6                                                                     | 24.5                                                                     | 29.2                                                                     | 31.7                                                                     |
| Temp. mín. abs. (°C)                                                     | 16.6                                                                     | 17.7                                                                     | 17.0                                                                     | 14.1                                                                     | 11.5                                                                     | 11.2                                                                     | 11.9                                                                     | 10.8                                                                     | 12.0                                                                     | 12.6                                                                     | 11.1                                                                     | 16                                                                       | 10.8                                                                     |
| Precipitación total (mm)                                                 | 0                                                                        | 0.8                                                                      | 0.8                                                                      | 0.9                                                                      | 1.3                                                                      | 3.7                                                                      | 3.9                                                                      | 6.3                                                                      | 3.6                                                                      | 1.8                                                                      | 0.6                                                                      | 0.3                                                                      | 24                                                                       |
| Fuente: Servicio Nacional Meteorológico e Hidrológico (SENAMHI)          |                                                                          |                                                                          |                                                                          |                                                                          |                                                                          |                                                                          |                                                                          |                                                                          |                                                                          |                                                                          |                                                                          |                                                                          |                                                                          |

## Festividades

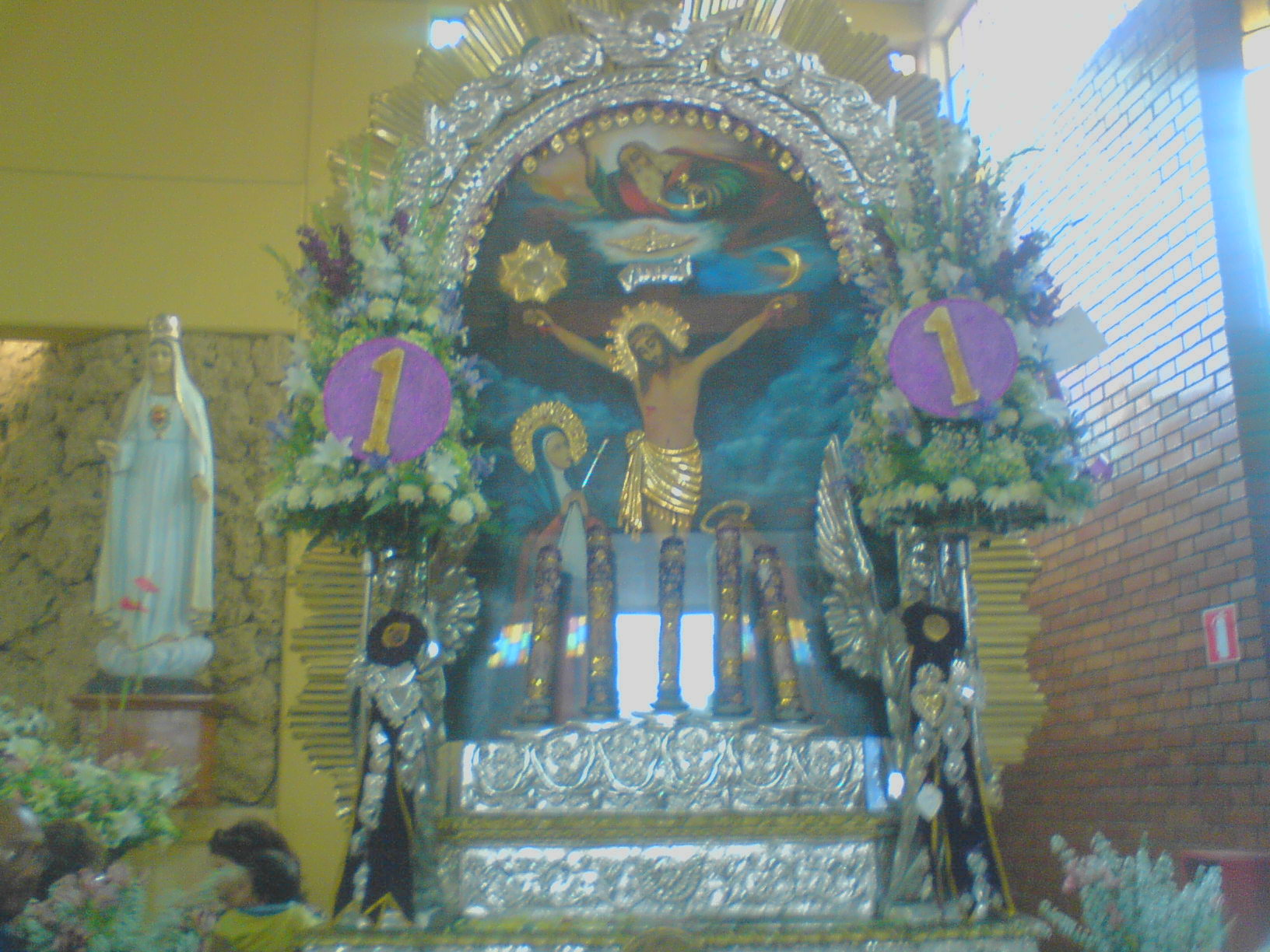
Anda del Señor de los Milagros de la Hermandad de la Iglesia Inmaculado Corazón.

- Octubre - noviembre: Señor de los Milagros en la Hermandad de Santa Patricia de la Parroquia San Pablo de La Cruz (Calle Cusco - Santa Patricia).
- Octubre - noviembre: Señor de los Milagros en la Hermandad de La Molina de la Parroquia Inmaculado Corazón (Avenida Alameda de La Paz Ex - Avenida  Las Palmeras, cuadras antes del Óvalo De Los Cóndores).
- 12 de diciembre: Virgen de Guadalupe en la Hermandad de La Santísima Virgen de Guadalupe de la Iglesia Inmaculado Corazón Avenida Alameda de La Paz Ex - Avenida  Las Palmeras, cuadras antes del Óvalo De Los Cóndores).

## Hermanamientos
Municipios hermanados de la ciudad.
- Vitacura, Santiago, Chile.
- Miami Dade, Estados Unidos.[25]